# Royal Crown Derby

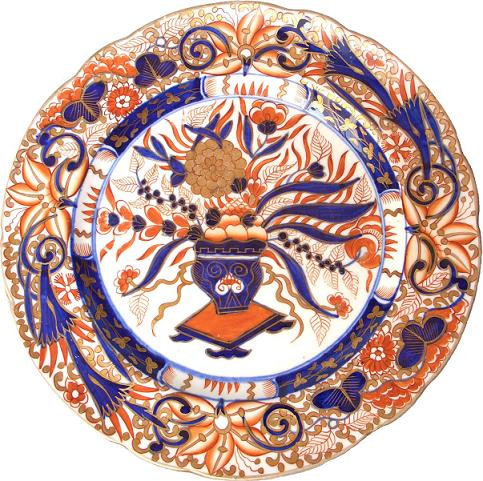
Ett fat från Royal Crown Derby.

Royal Crown Derby eller The Royal Crown Derby Porcelain Company är en porslinstillverkare (benporslin) grundad i Derby, England, cirka 1750. 